# SYS1
SYS1 (англ. SYS1, golgi trafficking protein) – білок, який кодується однойменним геном, розташованим у людей на довгому плечі 20-ї хромосоми. Довжина поліпептидного ланцюга білка становить 156 амінокислот, а молекулярна маса — 17 615.
| 10         |  | 20         |  | 30         |  | 40         |  | 50         |
| ---------- |  | ---------- |  | ---------- |  | ---------- |  | ---------- |
| MAGQFRSYVW |  | DPLLILSQIV |  | LMQTVYYGSL |  | GLWLALVDGL |  | VRSSPSLDQM |
| FDAEILGFST |  | PPGRLSMMSF |  | ILNALTCALG |  | LLYFIRRGKQ |  | CLDFTVTVHF |
| FHLLGCWFYS |  | SRFPSALTWW |  | LVQAVCIALM |  | AVIGEYLCMR |  | TELKEIPLNS |
| APKSNV     |  |            |  |            |  |            |  |            |

A: Аланін

C: Цистеїн

D: Аспарагінова кислота

E: Глутамінова кислота

F: Фенілаланін

G: Гліцин

H: Гістидин

I: Ізолейцин

K: Лізин

L: Лейцин

M: Метіонін

N: Аспарагін

P: Пролін

Q: Глутамін

R: Аргінін

S: Серин

T: Треонін

V: Валін

W: Триптофан

Задіяний у таких біологічних процесах, як транспорт, транспорт білків, альтернативний сплайсинг. 
Локалізований у мембрані, апараті гольджі.